# Sphiggurus villosus
El puercoespín paraguayo enano (Sphiggurus villosus) es una especie de roedor de la familia Erethizontidae.

## Distribución geográfica
Es  endémica del sur de Brasil. 